# Cosmophasis thalassina
Cosmophasis thalassina är en spindelart som först beskrevs av Koch C.L. 1846.  Cosmophasis thalassina ingår i släktet Cosmophasis och familjen hoppspindlar. Inga underarter finns listade i Catalogue of Life.